# Lanting
Lanting is een bestuurslaag in het regentschap Simeulue van de provincie Atjeh, Indonesië. Lanting telt 400 inwoners (volkstelling 2010).